# Liste des Justes de l'Essonne
Cette liste recense les trente-cinq personnes ayant reçu le titre de « Juste parmi les nations » par le Comité pour Yad Vashem, dont le nom figure sur le Mur d'honneur du Jardin des Justes, résidant dans le département français de l'Essonne, la Seine-et-Oise à l'époque. 

## Liste des Justes de l'Essonne
| Commune                   | Nom                     | Année | Source |
| ------------------------- | ----------------------- | ----- | ------ |
| Athis-Mons                | André Charpentier       | 2010  | [ 1 ]  |
| Athis-Mons                | Renée Charpentier       | 2010  | [ 1 ]  |
| Brunoy                    | Christianne Vilgard     | 2002  | [ 2 ]  |
| Brunoy                    | Robert Vilgard          | 2002  | [ 2 ]  |
| Dourdan                   | Marguerite Cadiou       | 1992  | [ 3 ]  |
| Dourdan                   | Roger Cadiou            | 1992  | [ 3 ]  |
| Dourdan                   | Charles Herbault        | 1999  | [ 4 ]  |
| Dourdan                   | Marthe Herbault         | 1999  | [ 4 ]  |
| Draveil                   | Georges Durand          | 1997  | [ 5 ]  |
| Draveil                   | Germaine Durand         | 1997  | [ 5 ]  |
| Janville-sur-Juine        | Eugénie Cerclet         | 2004  | [ 6 ]  |
| Janville-sur-Juine        | Simone Teneboïm-Nugeyre | 2004  | [ 7 ]  |
| Limours                   | Marie-Françoise Borel   | 2009  | [ 8 ]  |
| Méréville                 | Madeleine Drouet        | 1995  | [ 9 ]  |
| Méréville                 | René Drouet             | 1995  | [ 9 ]  |
| Montlhéry                 | Jean Bouteilly          | 1990  | [ 10 ] |
| Montlhéry                 | Lydie Bouteilly         | 1990  | [ 10 ] |
| Montlhéry                 | Angèle Tamietti         | 2009  | [ 11 ] |
| Montlhéry                 | Angelo Tamietti         | 2009  | [ 11 ] |
| Montlhéry                 | Berthe Trouillet        | 2009  | [ 11 ] |
| Montlhéry                 | Jules Trouillet         | 2009  | [ 11 ] |
| Saint-Michel-sur-Orge     | Jeannine Trihoreau      | 1996  | [ 12 ] |
| Saint-Michel-sur-Orge     | Yvonne Trihoreau        | 1996  | [ 12 ] |
| Saint-Sulpice-de-Favières | Charlotte Chacou        | 2010  | [ 13 ] |
| Saint-Sulpice-de-Favières | Gabriel Marcel Chacou   | 2010  | [ 13 ] |
| Sainte-Geneviève-des-Bois | Lucienne Lagarde        | 1994  | [ 14 ] |
| Sainte-Geneviève-des-Bois | Pierre Lagarde          | 1994  | [ 14 ] |
| Savigny-sur-Orge          | Fernande Arnoult        | 1994  | [ 15 ] |
| Savigny-sur-Orge          | Paul Arnoult            | 1994  | [ 15 ] |
| Savigny-sur-Orge          | Francis Remoissenet     | 2001  | [ 16 ] |
| Savigny-sur-Orge          | Georgette Remoissenet   | 2001  | [ 16 ] |
| Verrières-le-Buisson      | Olivier de Vilmorin     | 1990  | [ 17 ] |
| Verrières-le-Buisson      | Roger de Vilmorin       | 1990  | [ 17 ] |
| Verrières-le-Buisson      | Camille Lecureur        | 1990  | [ 18 ] |
| Verrières-le-Buisson      | Germain Lecureur        | 1990  | [ 18 ] |
| Vigneux-sur-Seine         | Maurice Charollais      | 2003  | [ 19 ] |
| Vigneux-sur-Seine         | Marcel Guillet          | 2004  | [ 19 ] |
| Vigneux-sur-Seine         | Stéphanie Guillet       | 2004  | [ 19 ] |
| Villebon-sur-Yvette       | Lucienne Reuter         | 1995  | [ 20 ] |
| Villebon-sur-Yvette       | Julie Thelliez          | 2002  | [ 21 ] |
| Villemoisson-sur-Orge     | Henriette Tracol        | 1989  | [ 22 ] |
| Yerres                    | Lucien Dubouloz         | 1999  | [ 23 ] |
| Yerres                    | Marguerite Dubouloz     | 1999  | [ 23 ] |

## Pour approfondir

## Sources
1. 1 2  Fiche d'André et Renée Charpentier sur le site du comité français pour Yad Vashem. Consulté le 23/11/2010.
2. 1 2  Fiche de Christianne et Robert Vilgard sur le site du comité français pour Yad Vashem. Consulté le 15/02/2010.
3. 1 2  Fiche de Roger et Marguerite Cadiou sur le site du comité français pour Yad Vashem. Consulté le 15/02/2010.
4. 1 2  Fiche de Charles et Marthe Herbault sur le site du comité français pour Yad Vashem. Consulté le 15/02/2010.
5. 1 2  Fiche de Georges et Germaine Durand sur le site du comité français pour Yad Vashem. Consulté le 15/02/2010.
6. ↑  Fiche d'Eugénie Cerclet sur le site du comité français pour Yad Vashem. Consulté le 15/02/2010.
7. ↑  Fiche de Simone Teneboïm-Nugeyre sur le site du comité français pour Yad Vashem. Consulté le 15/02/2010.
8. ↑  Fiche de Marie-Françoise Borel sur le site du comité français pour Yad Vashem. Consulté le 15/02/2010.
9. 1 2  Fiche de Madeleine et René Drouet sur le site du comité français pour Yad Vashem. Consulté le 23/11/2010.
10. 1 2  Fiche de Jean et Lydie Bouteilly sur le site du comité français pour Yad Vashem. Consulté le 15/02/2010.
11. 1 2 3 4  Fiche d'Angèle et Angelo Tamietti et Berthe et Jules Trouillet sur le site du comité français pour Yad Vashem. Consulté le 15/02/2010.
12. 1 2  Fiche de Jeannine et Yvonne Trihoreau sur le site du comité français pour Yad Vashem. Consulté le 15/02/2010.
13. 1 2  Fiche de Charlotte et Gabriel Marcel Chacou sur le site du comité français pour Yad Vashem. Consulté le 23/11/2010.
14. 1 2  Fiche de Pierre et Lucienne Lagarde sur le site du comité français pour Yad Vashem. Consulté le 15/02/2010.
15. 1 2  Fiche de Fernande, Maurice et Paul Arnoult sur le site du comité français pour Yad Vashem. Consulté le 23/11/2010.
16. 1 2  Fiche de Georgette et Francis Remoissenet sur le site du comité français pour Yad Vashem. Consulté le 15/02/2010.
17. 1 2  Fiche d'Olivier et Roger de Vilmorin sur le site du comité français pour Yad Vashem. Consulté le 15/02/2010.
18. 1 2  Fiche de Camille et Germain Lecureur sur le site du comité français pour Yad Vashem. Consulté le 15/02/2010.
19. 1 2 3  Fiche de Maurice Charollais, Marcel Guillet, Stéphanie Guillet sur le site du comité français pour Yad Vashem. Consulté le 15/02/2010.
20. ↑  Fiche de Lucienne Reuter sur le site du comité français pour Yad Vashem. Consulté le 15/02/2010.
21. ↑  Fiche de Julie Thelliez sur le site du comité français pour Yad Vashem. Consulté le 15/02/2010.
22. ↑  Fiche d'Henriette Tracol sur le site du comité français pour Yad Vashem. Consulté le 15/02/2010.
23. 1 2  Fiche de Lucien et Marguerite Dubouloz que le site du comité français pour Yad Vashem. Consulté le 15/02/2010.